# NGC 5145
NGC 5145 este o starburst galaxy⁠(d) situată în constelația Câinii de Vânătoare. A fost descoperită în 9 aprilie 1787 de către William Herschel.